# Claude Cahun

Selbstporträt (1913)

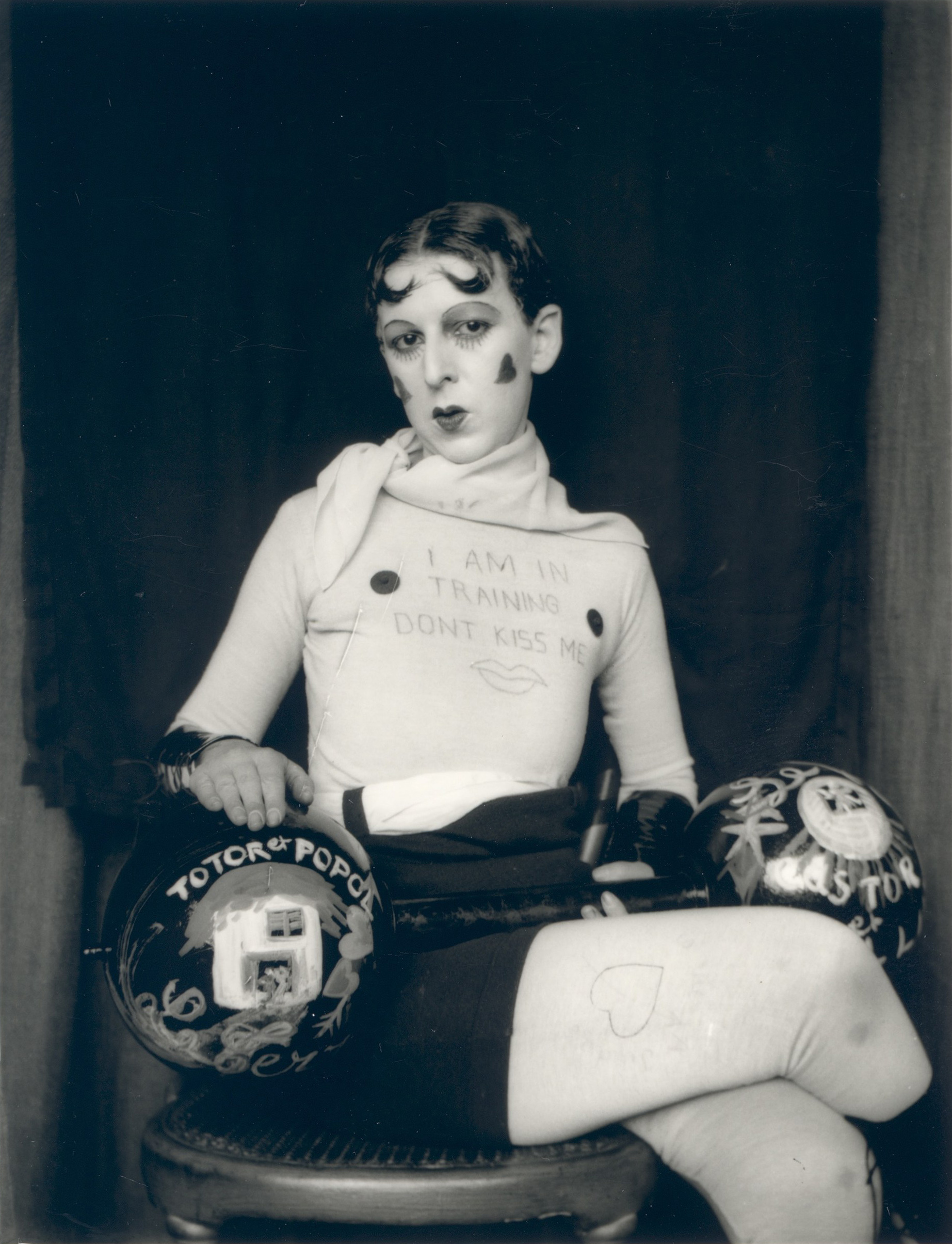
Claude Cahun: Selbstporträt, 1927

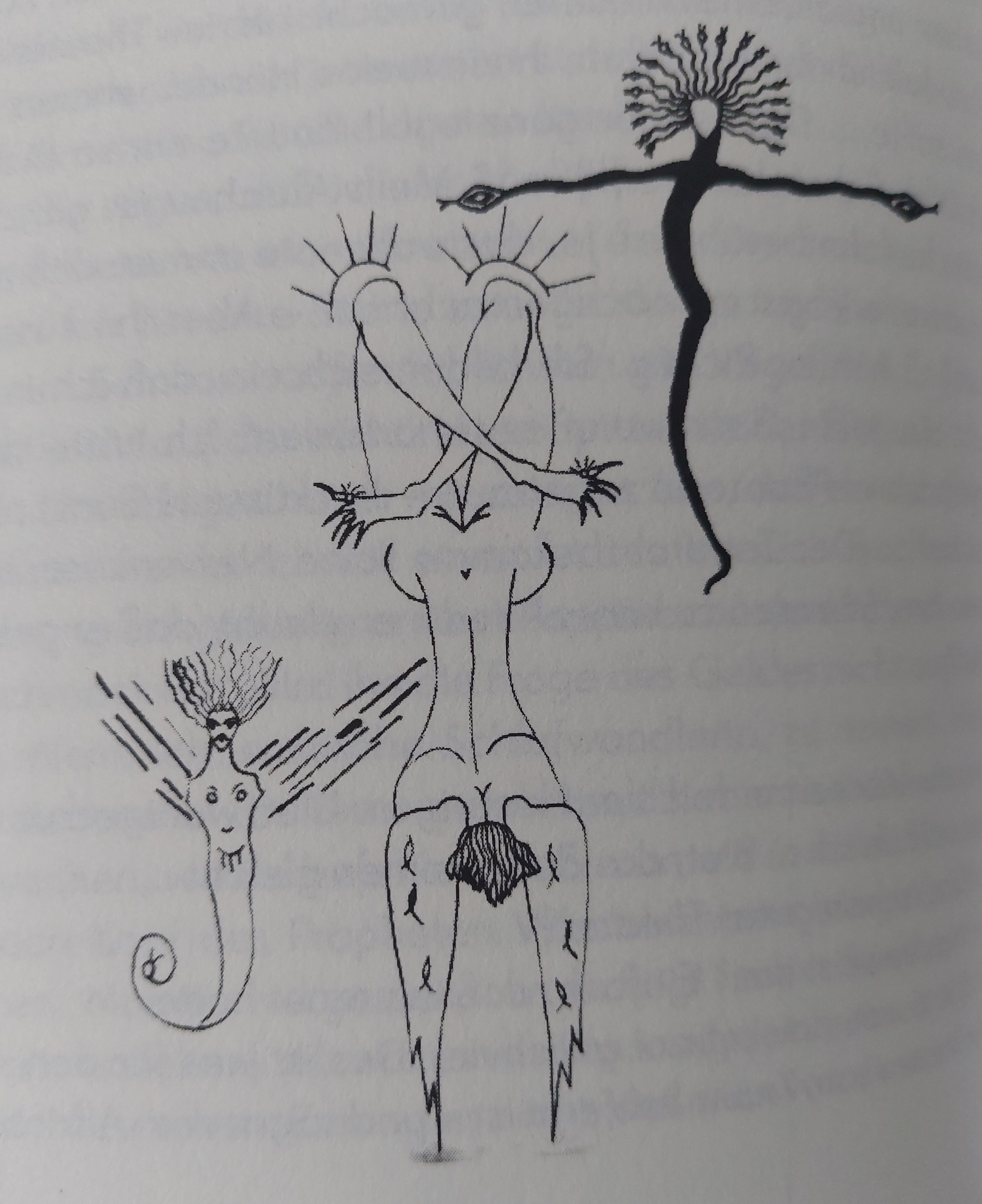
Illustration zu Salomé la sceptique in Mercure de France, 1925

Claude Cahun (* 25. Oktober 1894 in Nantes, Frankreich mit dem bürgerlichen Namen Lucy Renée Mathilde Schwob; † 8. Dezember 1954 in Saint Helier auf Jersey) war eine französische Schriftstellerin und Fotografin, die gemeinsam mit ihrer Lebensgefährtin Suzanne Malherbe (* 19. Juli 1892 in Nantes; † 1972 auf Jersey, auch bekannt als Marcel Moore) im Paris der 1920er und 1930er Jahre einen Künstlersalon unterhielt. Claude Cahuns Werk wird dem Surrealismus zugeordnet.
Als Kind der wohlsituierten jüdischen Intellektuellenfamilie Schwob genoss Claude Cahun eine gute Ausbildung und es war ihr schon frühzeitig möglich, in Zeitschriften Texte zu veröffentlichen und sich künstlerisch zu betätigen. Gemeinsam mit ihrer Stiefschwester und Lebensgefährtin Suzanne Malherbe betrieb sie 15 Jahre lang einen Künstlersalon in Paris. Sie fotografierte, collagierte, spielte in surrealistischen Theaterstücken mit, schrieb und verkehrte im Kreis der Surrealisten um André Breton. In ihren Schriften und mittels ihres fotografischen Schaffens wandte sie sich als Kommunistin gegen den Faschismus und focht zeitlebens für die Freiheit des Denkens und die Emanzipation des Individuums. 1937 flüchteten Claude Cahun und Suzanne Malherbe vor den Nazis auf die Kanalinsel Jersey. Nach der Besetzung Jerseys durch die Wehrmacht engagierten sie sich weiter im antifaschistischen Widerstand und wurden schließlich 1944 zum Tode verurteilt. 1945 wurden beide begnadigt, doch während der zehnmonatigen Haft hatte die Gestapo ihr Landhaus geplündert und einen großen Teil ihres Werkes zerstört.

## Biografie

### Lucy Schwob
Am 25. Oktober 1894 wurde Lucy Renée Mathilde Schwob in Nantes geboren. Da man ihre Mutter Victorine Courbebaisse kurz darauf in eine psychiatrische Klinik einwies, wohnte Lucy die meiste Zeit bei ihrer Großmutter Mathilde Schwob. Die Familie Schwob war eine Intellektuellenfamilie mit jüdischem Hintergrund und Mathilde Schwobs Söhne waren gesellschaftlich und kulturell engagiert: Lucys Vater Maurice Schwob (1859–1928) war Herausgeber des Phare de la Loire, einer größeren Regionalzeitschrift, und veröffentlichte diverse Schriften über Ökonomie und Politik. Lucys Onkel Marcel Schwob (1867–1905) war Mitbegründer der Zeitschrift Mercure de France und eine der Schlüsselfiguren des literarischen Symbolismus in Frankreich. 1907 wurde Lucy auf Grund antisemitischer Stimmung, hervorgerufen durch die Revision des Dreyfus-Prozesses, für zwei Schuljahre an die Parson's Mead School in Surrey (England) geschickt, dann kehrte sie nach Frankreich an das Lyzeum in Nantes zurück. Um 1909 lernte ihr Vater seine zweite Frau Marie Eugénie Malherbe kennen. Deren Tochter Suzanne Malherbe und Lucy begannen einen Briefwechsel.

### Claude Cahun und Marcel Moore
Ab 1920 nannte sich Lucy Schwob endgültig Claude Cahun. Sie verwendete diesen Namen (eine Verehrung ihres Großonkels David Léon Cahun) bereits seit 1918 für ihre Texte im Phare de la Loire, Mercure de France und La Gerbe. Die erste Veröffentlichung, Vues et Vision 1914 im Mercure de France, unterzeichnete sie mit Claude Courlis, in La Gerbe trat sie bis 1920 auch als Daniel Douglas auf.
In ihrer Autobiografie Disavowals or cancelled confessions beschreibt sie sich als weder eindeutig Mann noch Frau, sondern Neuter:

„Masculine? Feminine? It depends on the situation. Neuter is the only gender that always suits me“

Der gewählte Name „Claude“ wird sowohl als männlicher als auch weiblicher Name genutzt. Angeregt zum Spiel mit dem Namen wurde sie wahrscheinlich von Suzanne, die schon frühzeitig (1913) ihr Pseudonym Marcel Moore etabliert hatte. Suzanne Malherbe war Graphikerin und Künstlerin. Sie zeichnete u. a. für Modezeitschriften, porträtierte ihren Freundeskreis und illustrierte Cahuns Bücher.
In der Fachliteratur wird Suzanne Malherbe heute vorrangig unter ihrem Geburtsnamen, nicht unter ihrem Pseudonym Marcel Moore, geführt, während Lucy Schwob durchgängig mit Claude Cahun bezeichnet wird.

### Suzanne, Paris, le Surrealisme
1917 quartierten sich Claude Cahun und Suzanne Malherbe in einer Wohnung über dem Phare de la Loire in Nantes ein. Sie verbrachten zunehmend Zeit in Paris, wo Claude Cahun an der Sorbonne Philosophie und Philologie studierte, und mieteten sich dort 1920 ein Appartement in der Rue de Grenelle, bis sie schließlich 1922 ihr Atelier in der Rue Notre-Dames-des-Champs am Montparnasse einrichteten, welches zu einem gut besuchten Treffpunkt avancierte. 1924/1925 beteiligte sie sich mit Texten an der ersten homosexuellen Zeitschrift Frankreichs, Inversions.
Neben dem Schreiben intensivierte Claude Cahun ihre photographischen Aktivitäten. Suzanne Malherbe assistierte ihr dabei, fertigte z. B. nach Cahuns Vorschlägen Photomontagen für den 240-seitigen, autobiographischen Essay Aveux non avenus an, der nach 10-jähriger Arbeit 1930 bei Editions de Carrefour, Paris erschien. 1929 beteiligte sich Claude Cahun als Masken- und Kostümbildnerin und als Schauspielerin in Pierre Albert-Birots Théâtre de recherches dramatique: Le Plateau, einem nur kurzzeitig bestehenden surrealistischen Ensemble, das eigene Experimentalstücke inszenierte. Nachdem sie sich erneut den Schädel kahlrasiert hatte, entstand das einzige zeitgenössisch veröffentlichte Selbstporträt Cahuns.
Im Jahr 1932 unternahm Claude Cahun einen kurzen Ausflug in die Association des Écrivains et Artistes Révolutionnaires (die französische Sektion der von der Komintern initiierten Organisation Internationale Vereinigung revolutionärer Schriftsteller), also eine Gruppe kommunistischer Künstler und Schriftsteller, der u. a. André Breton angehörte. Als 1933 die Surrealisten und Breton aus der Vereinigung ausgeschlossen wurden, trat auch Cahun wieder aus und veröffentlichte Les Paris sont ouverts (dt.: Die Wetten sind eröffnet), eine Streitschrift, in der sie die Kulturpolitik der Komintern im Allgemeinen und die Louis Aragons im Speziellen kritisierte. Auf der Suche nach anderen, künstlerischen Widerstandsformen gegen den erstarkenden Faschismus einerseits und gegen die innerfranzösische Politik andererseits (die Volksfrontpolitik Léon Blums empfand man als zu nationalistisch und von überkommener bürgerlicher Moral geprägt) wurde sie 1935 mit Breton, Georges Bataille und anderen Gründungsmitglied der Vereinigung Contre-Attaque, eines Bündnisses linker Intellektueller, die sich bis zur Auflösung der Gruppe 1936 in ihren Flugschriften und Manifesten äußerst radikal und revolutionär artikulierten.
1937 kaufte Claude Cahun das Landgut La Rocquaise auf der Kanalinsel Jersey.

### La Rocquaise, la Resistance

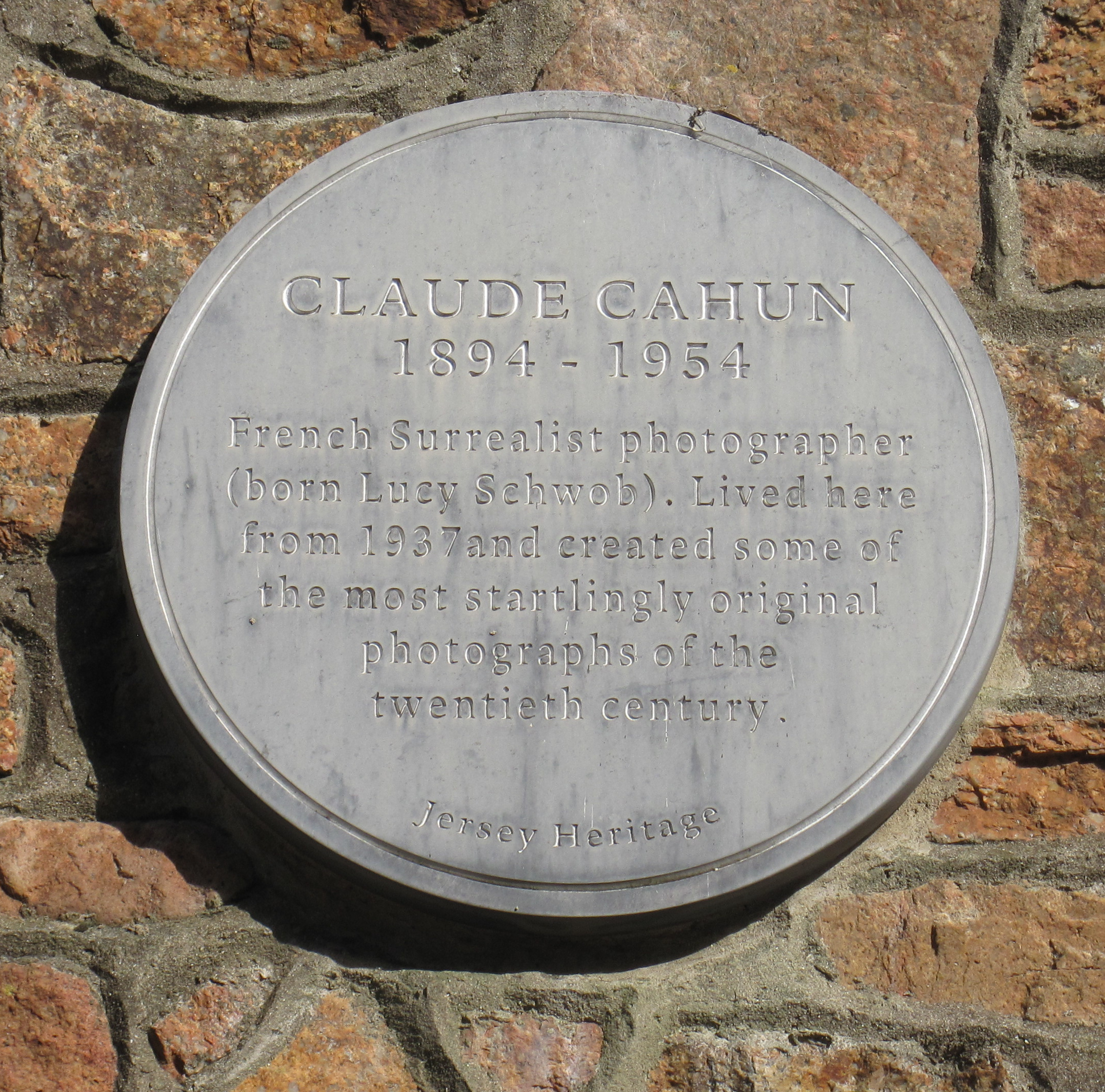
Plakette am Landhaus La Rocquaise

La Rocquaise befindet sich am St. Brelade's Bay, nahe der Kirche von St. Brelade, Jersey. Claude Cahun verbrachte bereits seit 1915 jährliche Ferien im St. Brelade's Bay Hotel. Einige Fotografien aus dieser Zeit mit Treibgutassemblagen auf dem Sand vom Strand von St. Brelade sind erhalten geblieben.
Cahun und Malherbe hielten ihre Kontakte mit den Freunden in Paris aufrecht. Cahun wurde Mitglied in der Fédération Internationale de l'Art Indépendant (1938), deren Manifest mit ihren in Les Paris sont ouverts umrissenen Standpunkten korrespondierte.

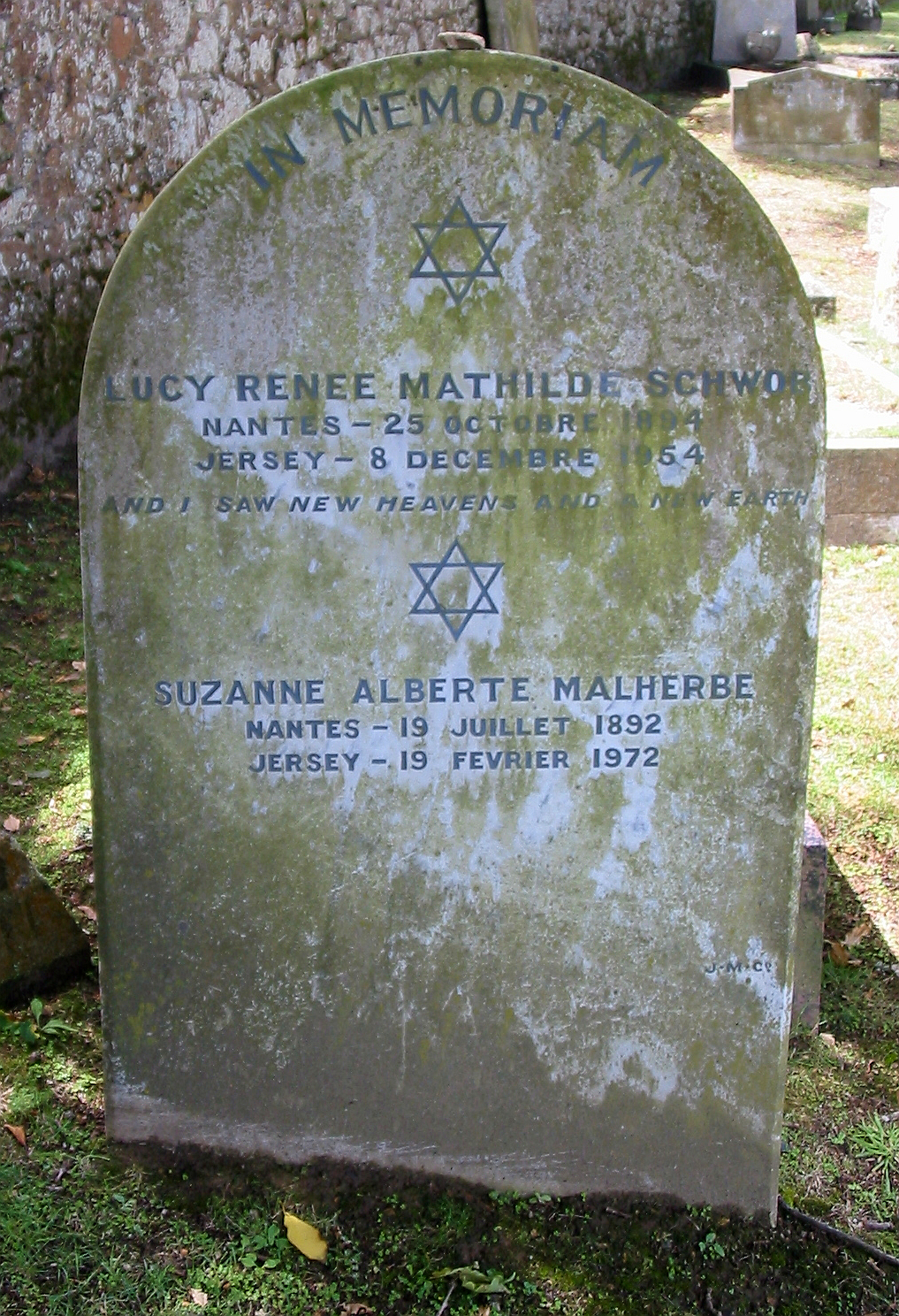
Grab von Lucy Schwob und Suzanne Malherbe auf dem Friedhof von St. Brelade's Church, Jersey

Am 1. Juli 1940 marschierten die Deutschen auf Jersey ein (siehe Zweiter Weltkrieg). Vom ersten Tag an schrieben Suzanne Malherbe und Claude Cahun Flugblätter, gestalteten Plakate und Photomontagen und bereiteten Widerstandsaktionen vor. Suzanne Malherbes sehr gute Deutsch-Kenntnisse nutzten sie, um Flugblätter mit Aufrufen zur Desertion zu verfassen. Sie richteten sich aber wie schon in Paris nicht nur gegen die deutschen Soldaten, sondern auch gegen die „feigen Bürokraten“ (aus einem Flugblatt) im eigenen Land. Sie unterzeichneten die massenhaft mit Schreibmaschine getippten Flugblätter z. B. mit „Die Soldaten ohne Namen“, hefteten sie an Polizeiwagen und, da der Friedhof von St. Brelade während der Besatzung als Militärfriedhof genutzt wurde, an die Autos der Deutschen, die während der Beerdigungen dort parkten. An der Kirche brachten sie ein Plakat an mit der Aufschrift „Jesus ist groß, aber Hitler ist größer. Jesus starb für die Menschen, doch die Menschen sterben für Hitler.“ (zitiert nach Leperlier in [1]). Die Flugblattbotschaften waren frei erfunden und verunsicherten die deutsche Besatzung wirkungsvoll. Cahun selbst beschrieb ihre Widerstandsaktivitäten gegen die Nazibesatzung der Insel als eine „militante surrealistische Aktivität, wie wir sie bei Contre-Attaque haben wollten“ („une activité surréaliste militante comme nous avons voulu en avoir lors de Contre-Attaque“).
Im Juli 1944 wurden beide von der Gestapo verhaftet, im November 1944 wegen Truppenzersetzung zum Tode verurteilt, im Februar 1945 begnadigt und nach der Befreiung Jerseys im Mai 1945 aus der Haft entlassen. Während der 10-monatigen Haft durchsuchte die Gestapo mehrmals La Rocquaise und plünderte die Photoarchive und die Bibliothek. Viele Negative und Fotografien wurden zerstört. Der dafür verantwortliche Leiter der deutschen Zivilverwaltung, Hans Max von Aufseß, beschreibt in seinen Tagebüchern die beiden Festgenommenen als „zu einer unangenehmen Kategorie“ gehörend, deren Haus mit „hässlichen kubistischen Gemälden vollgestopft war“.
Nach dem Krieg nahm Claude Cahun weitere Selbstporträts auf und begann eine Autobiografie. Die Frauen planten eine Rückkehr nach Paris, doch auf Grund des schlechten Gesundheitszustands Claude Cahuns kam es nicht mehr dazu. Sie starb 1954 im Krankenhaus von St. Hélier. Suzanne Malherbe verkaufte La Rocquaise und lebte noch bis zu ihrem Tod 1972 auf Jersey.

## Werk und Rezeption

### Cahun als Schriftstellerin
Claude Cahun veröffentlichte viele Artikel in verschiedenen französischen Zeitschriften sowie die drei unten aufgeführten Bücher. Von weiteren Büchern liegen Manuskript-Fragmente vor. Sie ist außerdem Autorin und Unterzeichnerin diverser Aufrufe, Traktate und Streitschriften aus dem Umfeld der Surrealisten.
Vues et Visions (dt.: Ansichten und Visionen). Zuerst 1914 im Mercure de France veröffentlicht, 1919 als 100-seitiges Bändchen mit Illustrationen von Suzanne Malherbe bei Éditions Georges Cres erschienen, gewidmet Marcel Moore. Jedes Kapitel besteht aus zwei kurzen Absätzen, zwei (gegensätzlichen) Varianten eines Gedankenspiels, eine in Le Croisic (Bretagne) angesiedelt, die andere in Rom, Athen, Paris ..., angeordnet links und rechts auf den Doppelseiten, gerahmt von zwei ineinander greifenden, teils ornamentalen, teils figürlichen Graphiken von Suzanne Malherbe, die ebenfalls das Thema des Kapitels variieren.
Aveux non avenus (dt.: Nichtige Bekenntnisse) – Editions du Carrefour (1930) – Autobiographisches Werk, 1919–1928, Vorwort von Pierre Mac Orlan, ca. 240 Seiten, Gedichte, Notizen, Geschichten, Gespräche, Aphorismen, Photomontagen in Zusammenarbeit mit Suzanne Malherbe.
Le Cœur de Pic (1937) Gedichtband von Lise Deharme, 32 Kindergedichte illustriert mit 20 Fotografien von Claude Cahun. Claude Cahun fertigte hierzu photographische Tableaux, also Szenen und Installationen mit Figuren, Gegenständen und Naturmaterialien an.

### Cahun als Fotografin
Von den Selbstporträts, die sie schuf, veröffentlichte sie nur eines, andere gingen in Fotomontagen, Collagen und fotografische Tableaux ein. Nachdem ihr fotografisches Werk nach ihrem Tod vorerst in Vergessenheit geraten war, wird heute betont, dass Claude Cahun bezüglich der angewandten Techniken und auf Grund der vertretenen emanzipierten Positionen (z. B. ihre feministischen Auffassungen) ihrer Zeit weit voraus war.

### Ehrungen

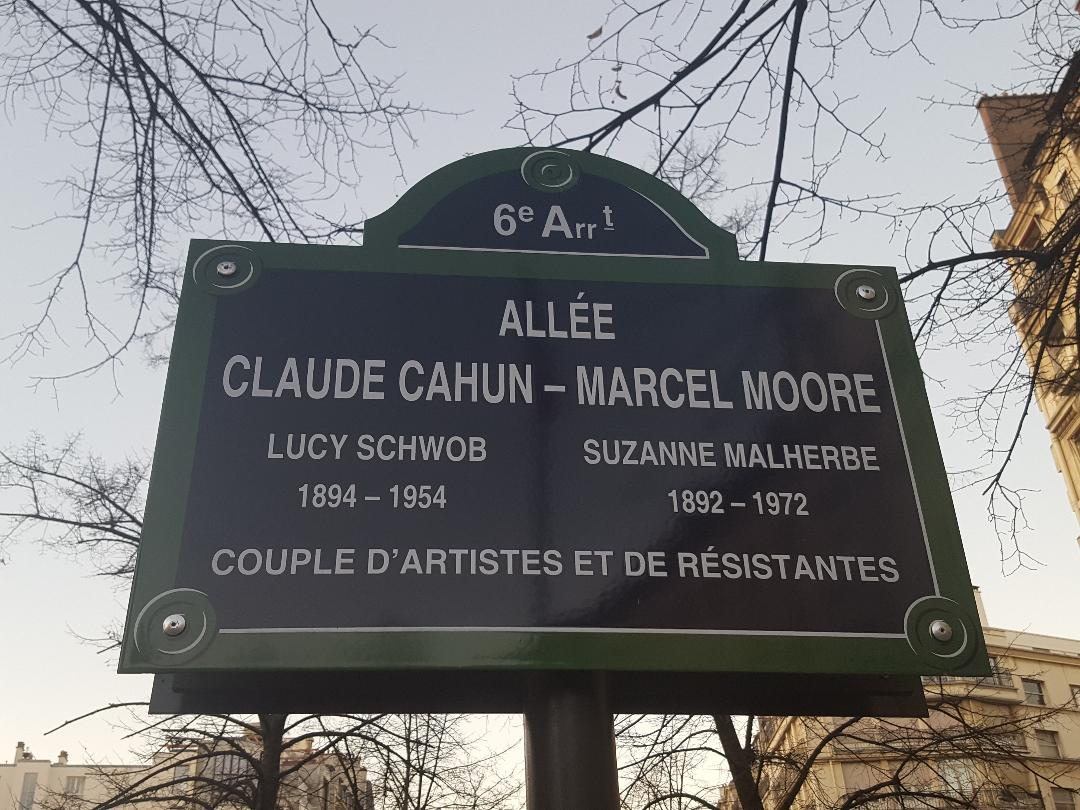
Allée Claude Cahun-Marcel Moore

Im Jahr 2018 wurde eine Straße in Paris im 6. Arrondissement nahe der rue Notre-Dame-des-Champs, wo Marcel and Claude gelebt hatten, nach ihnen benannt, die Allée Claude-Cahun-Marcel-Moore.

## Veröffentlichungen
- Vues et Visions (Pseudonym Claude Courlis), Mercure de France, Nr. 406, 16. Mai 1914
- La 'Salomé' d'Oscar Wilde. Le procés Billing et les 47000 pervertis du Livre noir, Mercure de France, Nr. 481, 1. Juli 1918
- Le poteau frontière (Pseudonym Daniel Douglas), La Gerbe, Nr. 3, Dezember 1918
- Au plus beau des anges (Pseudonym Daniel Douglas), La Gerbe, Nr. 3, Dezember 1918
- Cigarettes (Pseudonym Daniel Douglas), La Gerbe, Nr. 3, Dezember 1918
- Aux Amis des livres, La Gerbe, Nr. 5, Februar 1919
- La Sorbonne en fête (Pseudonym Daniel Douglas), La Gerbe, Nr. 5, Februar 1919
- La possession du Monde, par Georges Duhamel, La Gerbe, Nr. 7, April 1919
- Les Gerbes (Pseudonym Daniel Douglas), La Gerbe, Nr. 7, April 1919
- L'amour aveugle (Pseudonym Daniel Douglas), La Gerbe, Nr. 12, September 1919
- La machine magique (Pseudonym Daniel Douglas), La Gerbe, Nr. 12, September 1919
- Mathilde Alanic. Les roses refleurissent, Le Phare de la Loire, 29. Juni 1919
- Le théâtre de mademoiselle, par Mathias Morhardt, Le Phare de la Loire, 20. Juli 1919
- Vues et Visions, mit Illustrationen von Marcel Moore, Paris: Georges Crès & Cie, 1919
- Paraboles (Pseudonym Daniel Douglas), La Gerbe, Nr. 17, Februar 1920
- Une conférence de Georges Duhamel (Pseudonym Daniel Douglas), La Gerbe, Nr. 19, April 1920
- Marcel Schwob, La Gerbe, Nr. 20, Mai 1920
- Héroïnes: 'Eve la trop crédule', 'Dalila, femme entre les femmes', 'La Sadique Judith', 'Hélène la rebelle', 'Sapho l'incomprise', 'Marguerite, sœur incestueuse', 'Salomé la sceptique', Mercure de France, Nr. 639, 1. Februar 1925
- Héroïnes: 'Sophie la symboliste', 'la Belle', Le Journal littéraire, Nr. 45, 28. Februar 1925
  - Heroinnen. Übersetzung Michael Chrapkowski, Magnus Chrapkowski. Nachwort Bernhard Siebert. Wuppertal: Coll'Arco, 2022
- Méditation de Mademoiselle Lucie Schwob, Philosophies, Nr. 5/6, März 1925
- Récits de rêve, in der Sonderausgabe Les rêves, Le Disque vert, 3. Jg., Bd. 4, Nr. 2, 1925
- Carnaval en chambre, La Ligne de cœur, Heft 4, März 1926
- Ephémérides, Mercure de France, Nr. 685, 1. Januar 1927
- Au Diable, Le Plateau, Nr. 2, Mai–Juni 1929
- Ellis, Havelock: La Femme dans la société - I. L'Hygiene sociale, Sozialpsychologische Studien, übersetzt von Lucy Schwob, Mercure de France, 1929
- Aveux non avenus, illustriert mit Photomontagen von Moore nach Ideen der Autorin, Paris: Editions du Carrefour, 30. Mai 1930
- Frontière humaine, anamorphotisches Selbstporträt, Bifur, Nr. 5, April 1930
- Protestez (AEAR), Feuille rouge, Nr. 2, März 1933
- Contre le fascisme mais aussi contre l’mpérialisme francais (AEAR), Feuille rouge, Nr. 4, Mai 1933
- Les Paris sont ouvert, Paris: José Corti, Mai 1934
- Union de lutte des intellectuels révolutionnaires, Contre-Attaque, 7. Oktober 1935
- Prenez garde aux objets domestique, in der Sonderausgabe L'Objet, Cahiers d’Art I-II, 1936
- Sous le feu des canons francais ... et alliés, Contre-Attaque, März 1936
- Dissolution de Contre-Attaque, L’Œuvre, 24. März 1936
- Exposition surréaliste d’objets, Ausstellung in der Galerie Charles Ratton, Paris, 22.–29. Mai 1936, im Katalog aufgeführt: Claude Cahun Un air de famille und Souris valseuses
- Il n'y a pas de liberté pour les ennemis de la liberté, 20. Juli 1936
- Deharme, Lise: Le Cœur de Pic, 32 Kindergedichte, illustriert mit 20 Fotografien von Claude Cahun (zwei weitere Photoarbeiten auf dem Schutzumschlag), Paris: José Cortis, 1937
- Adhésion à la Fédération Internationale de l'Art Révolutionnaire Indépendant, Clé, Nr. 1, Januar 1939
- À bas les lettres de cachets! À bas la terreur grise! (FIARI), Juni 1939
- Le Chemin des chats, 1949[5]